# 滑浪風翼

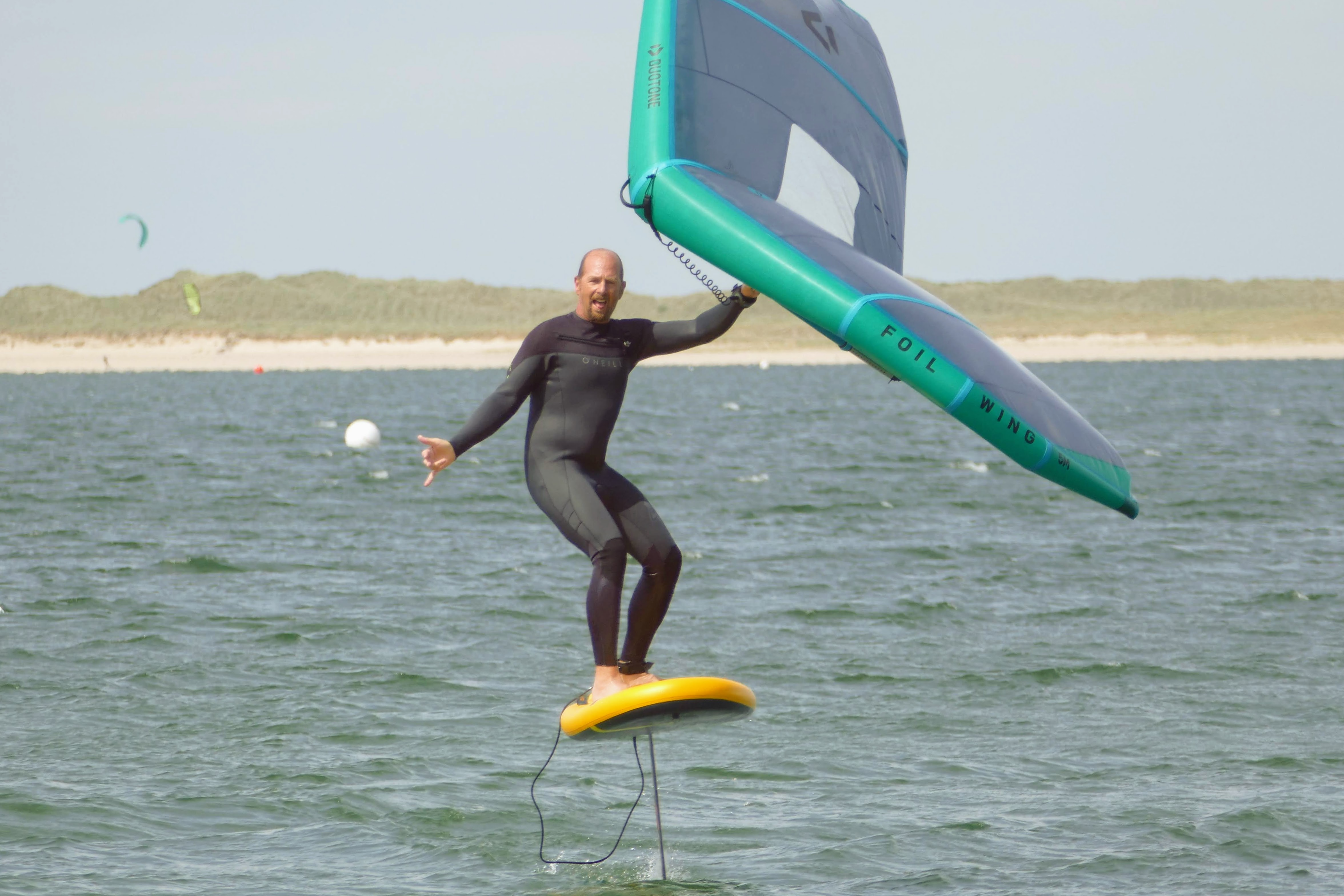
玩家站在滑浪水翼板上，雙手把持風翼上的手把，借助風力在水面滑行。

滑浪風翼是一種使用風翼及水翼衝浪板來衝浪的水上運動。風翼和衝浪板不相連，衝浪者需要把雙腳固定站立在衝浪板上，並用雙手控制充氣式的風翼，借助風力在水面上滑行。
滑浪風翼近年在世界各地發展迅速，第一屆歐洲錦標賽便於2021年在瑞士聖莫里茨舉行。在2023年印尼峇里省舉行的世界沙灘運動會上，滑浪風翼更獲新增為比賽項目。

## 歷史及發展
滑浪風翼早在1981年已見雛形，發明滑浪風帆的美國飛行學工程師Jim Drake，與滑浪風帆愛好者Ulrich Stanciu，攜手研發出由滑浪風帆演變的滑浪風翼。當時選用的器材是滑浪風帆板及以骨架支撐的風翼，風翼與板身以短幹相連。
現在流行的滑浪風翼以充氣式的風翼作為動力來源，除了在學習階段使用滑浪風帆板外，在掌握操控風翼後便可進階使用滑浪水翼板。使用者一般站在滑浪風帆板或滑浪水翼板上，雙手把持風翼上的手把，借助風力在水面滑行。
由於現行的風翼與滑浪風帆板或滑浪水翼板並非相連接，使用者除了掌握操控風翼外，更需要有效運用身軀，把風翼產生的力量透過軀幹傳遞至腳下的板上，讓使用者踏在板上向前滑行。如採用滑浪水翼板，再配合適當的前進速度，安裝在板底的水翼於流體中加速前進而產生升力，讓使用者及整套器材升高，離開水面。只要妥善調節體重分配和保持穩定速度，水翼便繼續在流體中滑行，持續產生升力，讓使用者獲得在水面飛行的感覺。

## 組織及比賽
國際風翼運動協會（International Wing Sports Association （页面存档备份，存于））及環球風翼運動組織（ Global Wingsports Association （页面存档备份，存于） ，GWA） 在2021年開始分別舉行各項如世界盃及巡迴賽的滑浪風翼國際賽事，推動這項新興水上運動發展。
滑浪風翼比賽主要有兩項模式：
繞泡賽
模式跟傳統滑浪風帆比賽相近，賽手一同起步並以最快速度繞泡完成指定賽圈，即以最短時間完成指定路線取勝。
自由花式比賽
賽手需於指定時間及賽圈內，完成最多花式包括翻騰或旋轉等動作，裁判會就其技巧難度、風格、多樣性等評分。

## 中文命名
滑浪風翼引入亞洲後於坊間出現不同中文譯名，例如風翼衝浪、水翼滑浪、滑浪風翼、風翼水翼、水翼滑浪風翼等。2022年2月，香港滑浪風帆會透過社交平台讓公眾人士包括會員投票，結果「滑浪風翼」獲得最多票數，成為香港滑浪風帆會給予這項運動的中文譯名。

##### 滑浪風翼在香港的發展
滑浪風翼於2018至2019年引入香港，隨着參與人數倍增，香港滑浪風帆會於2022年5月舉辦首個滑浪風翼比賽—「香港滑浪風翼賽2022」，參加者不乏專業運動員，包括現役香港滑浪風帆隊隊員陳晞文及前香港滑浪風帆奧運代表何智豪。2022年12月3日及4日，香港滑浪風帆會舉辦了亞洲首個獲國際滑浪風翼組織認可的國際賽。2023年3月，何允輝及陳晞文於泰國芭堤雅舉行的第一屆滑浪風翼亞洲錦標賽，分別奪得男、女子組冠軍，並藉此奪得2023年世界沙灘運動會的參賽資格。

## 資料來源
1. ↑  SurferToday.com, Editor at. . Surfertoday.   [2023-02-10]. （原始内容存档于2023-05-29） （美国英语）.
2. ↑  dannykater. . GWA Wingfoil World Tour. 2021-08-13  [2023-02-10]. （原始内容存档于2023-03-21） （英国英语）.
3. ↑  .   [2023-02-10]. （原始内容存档于2023-04-27） （美国英语）.
4. ↑  SurferToday.com, Editor at. . Surfertoday.   [2023-02-10]. （原始内容存档于2023-06-04） （美国英语）.
5. ↑  . www.facebook.com.   [2023-02-10] （中文（简体））.
6. ↑  . www.lcsd.gov.hk.   [2023-02-10]. （原始内容存档于2023-02-10）.
7. ↑  體路. . 體路 Sportsroad. 2023-03-05  [2023-03-10]. （原始内容存档于2023-07-05） （英国英语）.

## 外部連結
- International Wing Sports Association （页面存档备份，存于）
- Global Wingsports Association （页面存档备份，存于）
- 香港滑浪風帆會 （页面存档备份，存于）